# Coastal Management
Coastal Management ist eine englischsprachige Fachzeitschrift für Küstenentwicklung und erscheint bei Taylor & Francis. 
Das Journal veröffentlicht begutachtete (peer-reviewed) Beiträge zu technischen, rechtlichen, politischen und sozialen Aspekten des Managements von Küsten. Hierbei wird ein Fokus auf deren Umwelt und Ressourcen gelegt. Auch werden neue Methoden, Ansätze und Werkzeuge zum Küstenschutz und -management vorgestellt.
Die Zeitschrift erschien von 1973 bis 1986 unter dem Namen Coastal Zone Management Journal. Seit 1987 erscheint sie unter dem Namen Coastal Management.